# Третя лінія (Пусанський метрополітен)
Третя лінія (Пусанський метрополітен) (кор. 부산 도시철도 3호선) — одна з ліній метрополітену в південнокорейському місті Пусан.

## Історія
Будівництво лінії розпочалося у 1997 році, в складі 17 станцій лінія відкрилася 28 листопада 2005 року. Спочатку передбачалося що це стане початковою ділянкою довшої лінії яка мала проходити через все місто, але пізніше вирішили північно-східну чергу будувати як окрему лінію.

## Лінія
Подорож між кінцевими станціями займає приблизно 34 хвилини. Лінія стала першою в Кореї та однією з перших в світі де всі станції були побудовані закритого типу, зі скляними дверима що відділяють платформу від потягу. Рухомий склад складається з 80 вагонів, лінію обслуговують 20 чотиривагонних потяги.

## Станції
Станції від центру на захід.
| Третя лінія |                              |                  |                     |                     |                     |                                    |                   |
| № станції   | Назва українською            | Назва корейською | Назва англійською   | Розташування        | Пересадка           | Тип                                | Дата відкриття    |
| 301         | «Суйон»                      | 수영             | «Suyeong»           | Район Суйон, Пусан  | Друга лінія         | Підземна з береговими платформами  | 28 листопада 2005 |
| 302         | «Мангмі»                     | 망미             | «Mangmi»            | Район Суйон, Пусан  |                     | Підземна з береговими платформами  | 28 листопада 2005 |
| 303         | «Бесан»                      | 배산             | «Baesan»            | Район Йондже, Пусан |                     | Підземна з береговими платформами  | 28 листопада 2005 |
| 304         | «Мульманголь»                | 물만골           | «Mulmangol»         | Район Йондже, Пусан |                     | Підземна з береговими платформами  | 28 листопада 2005 |
| 305         | «Йонсан»                     | 연산             | «Yeonsan»           | Район Йондже, Пусан | Перша лінія         | Підземна з береговими платформами  | 28 листопада 2005 |
| 306         | «Кодже»                      | 거제             | «Geoje»             | Район Йондже, Пусан |                     | Підземна з береговими платформами  | 28 листопада 2005 |
| 307         | «Спортивний комплекс»        | 종합운동장       | «Sports Complex»    | Район Йондже, Пусан |                     | Підземна з береговими платформами  | 28 листопада 2005 |
| 308         | «Саджік»                     | 사직             | «Sajik»             | Район Донне, Пусан  |                     | Підземна з береговими платформами  | 28 листопада 2005 |
| 309         | «Мінам»                      | 미남             | «Minam»             | Район Донне, Пусан  | Четверта лінія      | Підземна з береговими платформами  | 28 листопада 2005 |
| 310         | «Мандок»                     | 만덕             | «Mandeok»           | Район Бук, Пусан    |                     | Підземна з береговими платформами  | 28 листопада 2005 |
| 311         | «Намсанджон»                 | 남산정           | «Namsanjeong»       | Район Бук, Пусан    |                     | Підземна з береговими платформами  | 28 листопада 2005 |
| 312         | «Сукдин»                     | 숙등             | «Sukdeung»          | Район Бук, Пусан    |                     | Підземна з береговими платформами  | 28 листопада 2005 |
| 313         | «Докчхон»                    | 덕천             | «Deokcheon»         | Район Бук, Пусан    | Друга лінія         | Підземна з острівною платформою    | 28 листопада 2005 |
| 314         | «Гупхо»                      | 구포             | «Gupo»              | Район Бук, Пусан    |                     | Естакадна з береговими платформами | 28 листопада 2005 |
| 315         | «Адміністрація району Кансо» | 강서구청         | «Gangseo-gu Office» | Район Кансо, Пусан  |                     | Естакадна з береговими платформами | 28 листопада 2005 |
| 316         | «Спортивний парк»            | 체육공원         | «Sports Park»       | Район Кансо, Пусан  |                     | Естакадна з береговими платформами | 28 листопада 2005 |
| 317         | «Деджо»                      | 대저             | «Daejeo»            | Район Кансо, Пусан  | Лінія Пусан — Кімхе | Естакадна з острівною платформою   | 28 листопада 2005 |

## Галерея

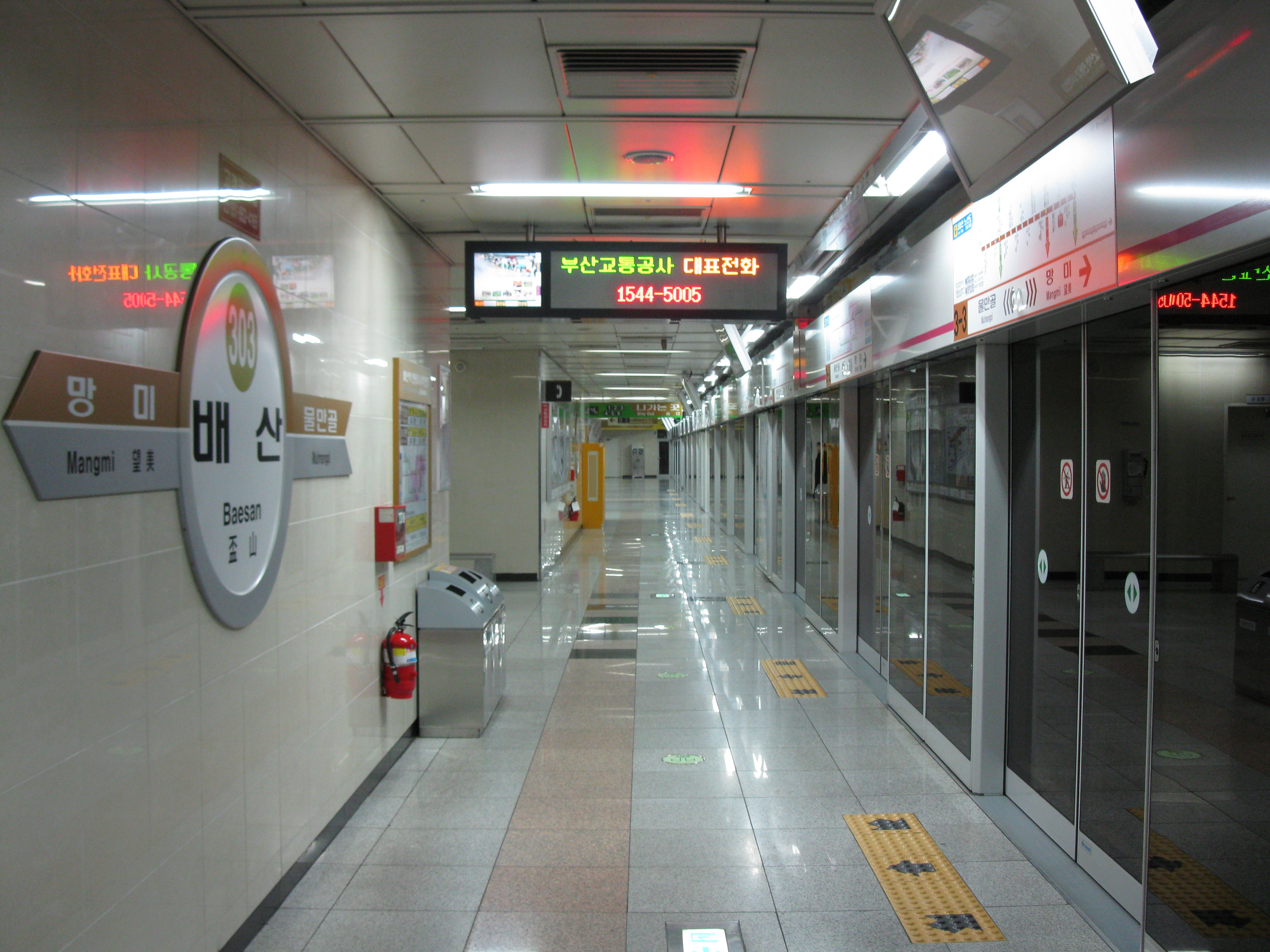
Платформа станції «Бесан»
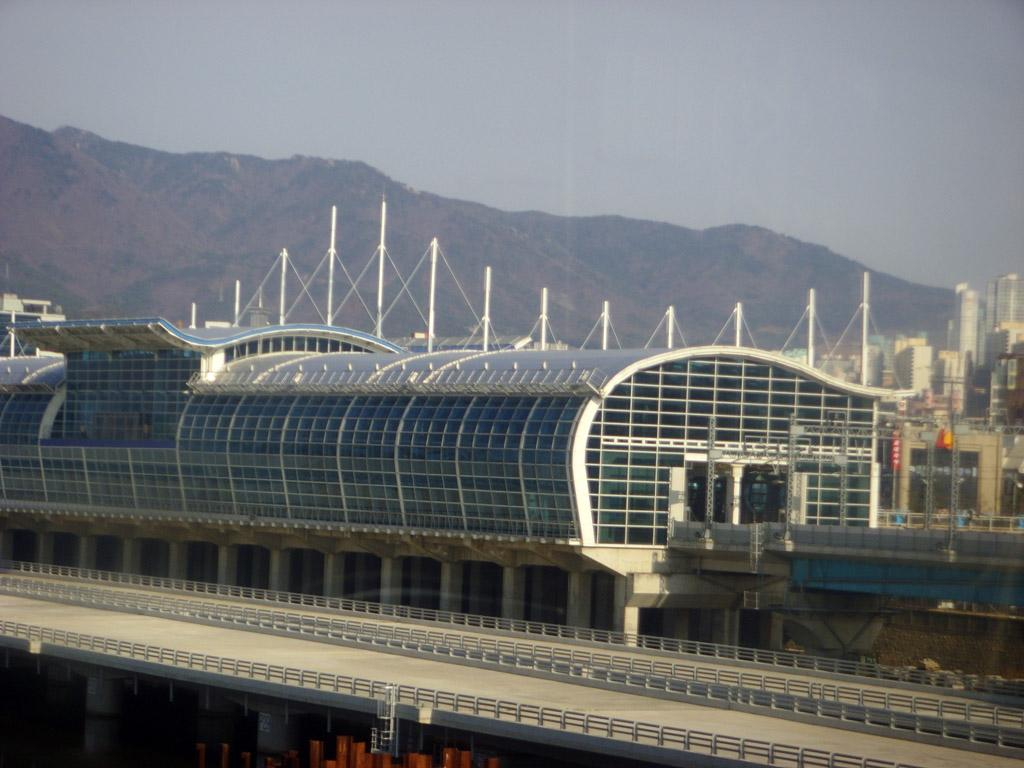
Естакадна станція «Гупхо»
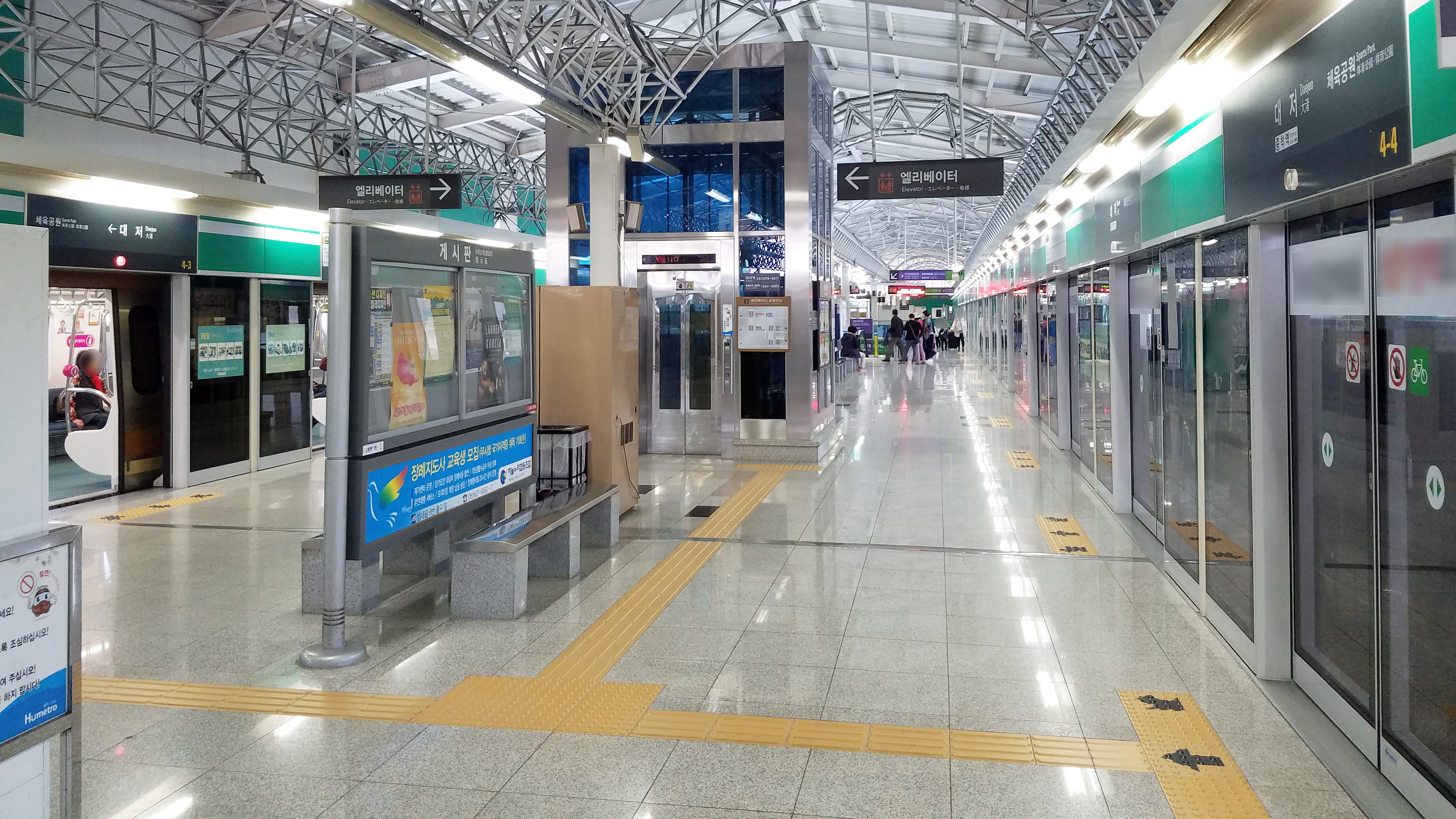
Платформа естакадної станції «Деджо»